# Lucila de Ponti
Lucila María de Ponti (Santa Fe; 3 de septiembre de 1985) es una politóloga y política argentina del Partido Justicialista, que se desempeñó como diputada nacional por la provincia de Santa Fe entre 2015 y 2019.

## Biografía
Nacida en la ciudad de Santa Fe en 1985, se graduó de licenciada en ciencia política en la Universidad Nacional de Rosario en 2012. Se acercó al kirchnerismo desde 2004 militando en la política universitaria, donde se incorporó en la secretaría de Derechos Humanos del centro de estudiantes. En 2008 se unió al Movimiento Evita y en 2011 se incorporó al proceso de organización de la Confederación de Trabajadores de la Economía Popular (CTEP) en Rosario.
En las elecciones legislativas de 2015, fue elegida a la Cámara de Diputados de la Nación en la lista del Frente para la Victoria (FPV) en la provincia de Santa Fe. En junio de 2016, junto con otros cinco diputados del Movimiento Evita, rompieron con el FPV, conformando el bloque del Peronismo para la Victoria. Se desempeñó como vicepresidenta primera de la comisión de Asuntos Cooperativos, Mutuales y de Organizaciones No Gubernamentales. Fue partidaria de la legalización del aborto en Argentina, votando a favor del proyecto de ley de interrupción voluntaria del embarazo de 2018.
En las elecciones provinciales de 2019, fue elegida a la Cámara de Diputados de la Provincia de Santa Fe, integrando el bloque justicialista. Ejerció como vicepresidenta primera del cuerpo entre 2019 y junio de 2021.